# ラルフ&フローリアン
ラルフ&フローリアン(独:Ralf und Florian、 英:Ralf and Florian)は、1973年にリリースされたクラフトワークのアルバム。

## 概要
- 本作も前2作同様再発売は行われていない。しかしながら前作までの前衛的楽曲から「Tanzmusik」のような曲で現在の路線に移行していく様子がうかがえる作品である。本作も前2作同様1990年代に「Germanofon」からのブートレグとして広く出回り、著作権保護の緩やかなイタリアのクラウン・レコードから正規盤CDとして1995年にリリースされた。
- 本作もラルフとフローリアンのみで制作している。また、サウンド・エンジニアは前2作同様コニー・プランク。
- 前作は「Klingklang」のみで使用していたリズムマシンも本作ではより大々的に使用されている。また、「Ananas Symponie」では初めてヴォコーダーを導入したりと、様々な意気込みが感じられる。
- ジャケットはラルフ・ヒュッターとフローリアン・シュナイダーの二人の写真である。これは当時ギルバート&ジョージを意識したものとされた。この頃までラルフは長髪だった。
- ラルフ・ヒュッターは2009年9月に発売された音楽・映画雑誌アンカット（英語版）2009年10月号のインタビューにおいて「クリング・クラングスタジオの書庫にあるKraftwerk 1と2、Ralf & Florianやライブのテープに関してエーミール・シュルト（ドイツ語版）とリマスター作業中である[1]。」旨、明らかにした。結果として本作を含む初期盤3枚はパッケージとしては再発売されなかったものの、そのオリジナル音源はKraftwerk公式のsound cloudアカウントにて2013年2月23日より無償公開されている。

## 曲目
1. Elektrisches Roulette - (Electric Roulette) (04:20) [2]
2. Tongebirge - (A Mountain Range of Tones) (02:50) [3]
3. Kristallo - (Crystals) (06:20) [4]
4. Heimatklänge - (Sounds of the Homeland) (03:45) [5]
5. Tanzmusik - (Dance Music) (06:35) [6]
6. Ananas Symphonie - (Pineapple Symphony) (13:55) [7]

## 演奏者
ラルフ・ヒュッター、フローリアン・シュナイダー -　ボーカル、キーボード、ストリングス、ドラム、エレクトロニクス